# スタガーズ鉄道法
スタガーズ鉄道法（Staggers Rail Act of 1980）とは、アメリカ合衆国の鉄道産業に関する規制緩和の法律である。それまで鉄道を規制していた州際通商法に替わるもので、鉄道輸送改革法とも言われる。ジミー・カーター大統領が1980年10月14日に署名したことで成立した。アメリカ公法96-448。  

## 法律の目的
スタガーズ鉄道法は、鉄道産業に対する規制改革の骨格を作った1976年成立の鉄道再生・規制改革法（Railroad Revitalization and Regulatory Reform Act。頭文字をとって4R法とも言われる）を引き継いだものである。鉄道再生・規制改革法は、運賃設定幅や運賃・サービス内容の契約について相当に自由化され、鉄道輸送への参入・撤退も自由としたものである。
鉄道再生・規制改革法はこうしたガイドラインを設定したが、州際通商委員会は当初、自らに与えられている権限を十分に遂行しようとはしなかった。しかし、1976年から1979年にかけて規制が緩和され始めると、大規模な鉄道の大部分は旧来の規制に合わせようという努力から抜け出し始め、運賃の引き上げまたは引き下げを始めた。特定の大口荷主は、従来どおり自分たちが鉄道を利用する際には最大限のサービスを受けることができると考えていた。こうしたことから、再び規制内容を変更することになった。

## 規制の変更
スタガーズ鉄道法で変更された規制の内容は、以下のとおりである。
- 有効な競争が存在しないとICCが判断しない限り、鉄道輸送事業者は運賃を自由に設定できる。
- 鉄道輸送事業者の一般的な輸送サービスに支障を来すとICCが判断しない限り、鉄道貨物の荷主と鉄道輸送事業者は、ICCの許可なく運送契約を結ぶことができる（もし逸脱したとしても発見は困難であり、これ以後顕在化していない）。
- 荷主らを分け隔てすることを防ぐために運賃をコントロールするという権限の縮小。
- 一律運賃値上げは段階的に廃止する。
- 1976年に始まった鉄道輸送事業者のための組織に関する一律の費用を削減することが、再び認定された。ただし、鉄道輸送事業者は、必要な経費を賄うだけの運賃とすることが認められず、また自らが関与していない交通の料金決定に関与することも許されなかった。

スタガーズ鉄道法には、異なる鉄道輸送事業者同士が連絡運輸をするときに一方がボトルネックとなるような場合には、その改善することを要求する権限を与えるといういくつかの条項があった。これらの条項は線路使用権を扱っている。しかしながら、これらの条項はそうした場合に十分な効果を発揮することはなかった。
こうした鉄道をとりまくシステムの変化により、鉄道事業者もその利用者も、互いに劇的に利益をあげられるようになった。アメリカ運輸省の貨物管理・運営課の研究によれば、鉄道の経費と運賃は10年以上の間に半減し、輸送トン・マイルにおいて自動車輸送との割合を逆転し、低利潤と倒産の時代から回復しつつあるという。
スタガーズ鉄道法は、リチャード・ニクソン大統領時代の1971年から段階的に規制を改革してきた結果として、2年の間に成立した法律の間でもっとも重要な三つのうちのひとつであった。ほかのふたつとは、1978年の航空規制緩和法（Airline Deregulation Act）と1980年の自動車運送事業者法（ Motor Carrier Act of 1980）である。これら一連の法律により、ICCが1887年に創設されて以来の規制がほとんど廃止同然となった。
この法律は、下院の州際・海外通商委員長であったウェストバージニア州出身の民主党代議士（D-WVともいう）、ハーレー・オーリン・スタガーズ（Harley Orrin Staggers）の名前をとった。伝統的に、法律は正式名称とは別に提出者の名前を冠にして呼ばれてきたが、「スタガーズ鉄道法」という命名はアメリカ連邦の法律として公式に個人の名前が使われた最初の（かつ最後の、ではない）ものである。